# Маркета Лазарова (роман)
«Маркета Лазарова» (чеш. Marketa Lazarova) — исторический роман чешского писателя Владислава Ванчуры, впервые опубликованный в 1931 году. Стал литературной основой одноимённого фильма Франтишка Влачила.

## Сюжет
Действие книги происходит в средневековой Чехии, раздираемой феодальными междоусобицами, в эпоху, когда христианство не вытеснило ещё полностью языческие обычаи. Маркету (Маргарету) Лазарову, невинную девушку, предназначенную для монастырской жизни, похищает семья местных земанов, промышляющая разбоем. Она влюбляется в одного из похитителей, Миколаша Козлика, но вскоре на борьбу с разбойниками прибывает присланное королём войско.

## Восприятие
Критики благожелательно встретили роман. В 1931 году он был удостоен Чехословацкой государственной премии в области литературы. Роман Якобсон написал в своей рецензии: «Стиль романа, несколько романтически окрашенный, снова и снова удивляет... простотой, плотностью и живостью». Мнения о тех главах, в которых Ванчура ломает «четвертую стену», разошлись: одни критики нашли этот приём удачным, другие — слишком прямолинейным и навязчивым. Милан Кундера считает, что «Маркета Лазарова» стала важной вехой в эволюции писателя.
Современные литературоведы констатируют, что Ванчура в этой книге попытался пересмотреть саму сущность исторического романа. Он обратился к традиционным для чешской литературы мотивам, чтобы провести художественный эксперимент. Это проявляется, в частности, в новой функции рассказчика и в подчёркивании вымышленности изображаемых событий. При этом Ванчура не пытался изобразить эпоху, в которую происходит действие романа, с её колоритом.
Франтишек Влачил снял по мотивам романа одноимённый фильм (1967), который считается одним из лучших произведений чешского кинематографа. Книга Ванчуры легла в основу нескольких театральных постановок.